# Sacha Pitoëff
Pour les articles homonymes, voir Pitoëff.
Sacha Pitoëff est un comédien et metteur en scène de théâtre franco-suisse, né le 11 mars 1920 à Genève et mort le 21 juillet 1990 à Paris 13e.
On retient notamment son interprétation au théâtre de Henri IV de Pirandello.

## Biographie
Fils de Georges et Ludmilla Pitoëff, frère de six enfants dont les comédiennes Carmen et Svetlana Pitoëff, il fait ses études secondaires au lycée Buffon et Pasteur, puis suit des cours d'art dramatique chez Louis Jouvet au théâtre de l'Athénée où il apprend aussi les métiers de régisseur et décorateur.
A la déclaration de guerre, il accompagne ses parents et sa fratrie à Genève où il joue au théâtre avec eux. Après la mort de son père fin 1939, il lui arrive alors de jouer le rôle de mari ou d'amant de sa mère. Il retourne à Paris en 1945 et est engagé comme régisseur théâtre des Bouffes-du-Nord. En 1949, il décide de se lancer dans la mise en scène et monte Deirdre des douleurs au théâtre Rochefort où la pièce ne rencontre qu'un succès d'estime. En 1950, il monte Oncle Vania d'Anton Tchekhov qui est un grand succès.
Il devient une figure du théâtre parisien des années 1960, il créa sa propre troupe théâtrale avec laquelle il monta des textes de Jean Genet, Ionesco, Hugo Claus, Robert Musil, Anna Langfus, etc., reprit également une partie du répertoire de son père ; Anton Tchekhov notamment La Mouette avec Romy Schneider et Oncle Vania, ainsi que Les Trois Sœurs, au théâtre de l'Œuvre  dans les années 1950. De 1961 à 1967, il dirige le Théâtre moderne dont il a l’usufruit et où il emploie, entre autres acteurs, son épouse Luce Garcia-Ville et Romy Schneider. En 1967, il obtient son plus grand succès en jouant et mettant en scène Henri IV de Luigi Pirandello avec Claude Jade, dont c'est le premier grand rôle.
Au cinéma, il commence sa carrière dans les années 1950 dans le film à sketch de Claude Autant-Lara Les Sept Péchés capitaux. Il est cantonné le plus souvent dans des seconds rôles d'espions ou de tueurs, comme celui de John Felton dans Les Trois Mousquetaires de Bernard Borderie. Il est le mari « M », personnage énigmatique, dans le film L'Année dernière à Marienbad d'Alain Resnais. Il interprète Frédéric Joliot-Curie dans le film Paris brûle-t-il ? de René Clément ou le Premier ministre dans Peau d'Âne de Jacques Demy.
Remarquable par son physique émacié et sa maigreur, Sacha Pitoëff avait également une diction singulière et une voix grave qui le conduiront souvent à jouer des personnages inquiétants à la limite de la folie (son physique le rapproche de Laurent Terzieff, avec lequel il est souvent confondu). On le voit dans les années 1960 et 1970 à la télévision française dans La Poupée sanglante de Marcel Cravenne, le feuilleton télévisé Lagardère (1967) de Jean-Pierre Decourt ou dans des seconds rôles dans la série Arsène Lupin. À la fin de sa carrière, il joue aussi au cinéma dans des films d'horreur, comme Inferno.
Accentuant sa légende d'acteur incontrôlable qui avait su jouer et mettre en scène de façon remarquable le Henri IV de Pirandello, il souffre de profondes crises dépressives à la fin de sa vie et doit renoncer au théâtre et au cinéma.
Marié avec une comédienne en 1949, Sacha Pitoëff a été professeur à l'École d'art dramatique de la rue Blanche (aujourd'hui ENSATT) où il a eu comme élèves Gérard Depardieu, Jean-Roger Milo, Jean-Pierre Thiercelin ainsi que Niels Arestrup.

## Filmographie

### Cinéma
- 1951 : Les Sept Péchés capitaux de Claude Autant-Lara, dans le sketch L'Orgueil : le pianiste
- 1951 : Le Paradis retrouvé - court métrage -
- 1953 : Raspoutine de Georges Combret : le chef de la police
- 1956 : La Polka des menottes de Raoul André
- 1957 : Anastasia d'Anatole Litvak
- 1957 : Les Espions d'Henri-Georges Clouzot : Léon
- 1958 : Cette nuit-là de Maurice Cazeneuve
- 1958 : Le Joueur de Claude Autant-Lara
- 1958 : Sous la terreur (A Tale of Two Cities) de Ralph Thomas : Gaspard
- 1960 : Bouche cousue de Jean Boyer
- 1960 : Le Capitaine Fracasse de Pierre Gaspard-Huit : Matamore
- 1961 : L'Année dernière à Marienbad d'Alain Resnais : M - le mari
- 1961 : Les Trois Mousquetaires  de Bernard Borderie : John Felton
- 1962 : La Poupée de Jacques Baratier
- 1962 : La Dénonciation de Jacques Doniol-Valcroze
- 1963 : Pas de lauriers pour les tueurs (The prize) de Mark Robson
- 1965 : Paris brûle-t-il ? de René Clément : Frédéric Joliot-Curie
- 1966 : Lady L de Peter Ustinov
- 1967 : La Louve solitaire de Édouard Logereau
- 1967 : La Nuit des généraux (The night of the generals) de Anatol Litvak : Le docteur
- 1967 : L'Écume des jours de Charles Belmont
- 1967 : Lagardère - version écourtée pour le cinéma du feuilleton télévisé -
- 1969 : Les Chemins de Katmandou de André Cayatte Le délégué de « frères des hommes »
- 1970 : Peau d'Âne de Jacques Demy : Le premier ministre
- 1970 : Le Bal du comte d'Orgel de Marc Allégret
- 1971 : Les Doigts croisés (To catch a spy) de Dick Clément
- 1972 : Le Journal d'un suicidé de Stanislav Stanojevic
- 1974 : La guerre du pétrole n'aura pas lieu de Souheil Ben Barka
- 1978 : Le Dossier 51  de Michel Deville : Minerve 1 (voix)
- 1978 : Souffle de Bernard Pastor - court métrage, voix uniquement -
- 1979 : Inferno de Dario Argento
- 1979 : Subversion de Stanislav Stanojevic
- 1980 : Le Retour de Patrick (Patrick vive ancora) de Mario Landi : le professeur Herschell

### Télévision
- 1955-1957 : Captain Gallant of the Foreign Legion de Jean Yarbrough (série) : le barman
- 1966 : Bonne nuit les petits de Claude Laydu : Dada (la voix)
- 1967 : Henri IV de Pirandello : Henri IV
- 1967 : Au théâtre ce soir : Le Système Fabrizzi d'Albert Husson, mise en scène Sacha Pitoëff, réalisation Pierre Sabbagh, Théâtre Marigny - Antonio
- 1967 : Lagardère : Le prince de Gonzague
- 1969 : Une soirée au bungalow  de Lazare Iglesis - : Northover
- 1969 : La cravache d'or d'André Michel
- 1970 : Le Fauteuil hanté de Pierre Bureau : Eliphas de Nox
- 1970 : Lancelot du Lac de Claude Santelli : le narrateur
- 1972 : Schulmeister, espion de l'empereur de Jean-Pierre Decourt : Dangberg
- 1972 : Comme il vous plaira de Agnès Delarive : Jacques
- 1974 : Byron, libérateur de la Grèce ou le jardin des héros de Pierre Bureau : Tirésias
- 1973 : Incident à Vichy de Jean Allaert : Von Berg
- 1973 : Arsène Lupin de Jean-Pierre Desagnat - L'écharpe de soie rouge : Ignatieff
- 1973 : Antigone de Stellio Lorenzi : Tirésias
- 1974 : Des Lauriers pour Lilas de Claude Grinberg : le professeur Hassman
- 1975 : Pilotes de courses, série télévisée de Robert Guez : le patron de Brigitte
- 1975 : Les Grands Détectives de Tony Flaadt, épisode : Mission secrète : Arkabaad
- 1976 : La Poupée sanglante de Marcel Cravenne : Dr Sahib Khan
- 1976 : Le Château des Carpathes de Jean-Christophe Averty : Rodolphe de Gortz
- 1976 : Chapeau melon et bottes de cuir de Albert Fennell et Brian Clemens
  - K for Kill : 1 partie The Tiger Awakes'
  - 2ème partie Tiger for Tail réalisation Yvon Marie Coulais : Kerov
- 1977 : Barry of the Great St Bernard de Frank Zuniga : Sergent
- 1979 : La Maréchale d'Ancre de Jean Kerchbron : Samuel
- 1980 : Louis XI, un seul roi pour la France de Jean-Claude Lubtchansky : Bourré
- 1981 : Les Amours des années folles,
  - épisode La Femme qui travaille de Marion Sarraut : L'abbé

## Théâtre

### Comédien
- 1939 : Un ennemi du peuple d'Henrik Ibsen, mise en scène Georges Pitoëff, Théâtre des Mathurins
- 1939 : La Dame aux camélias d'Alexandre Dumas fils, mise en scène Georges Pitoëff, Théâtre des Mathurins
- 1953 : Le Gardien des oiseaux de François Aman-Jean, mise en scène Sacha Pitoëff, Théâtre des Noctambules
- 1951 : Vogue la galère de Marcel Aymé, mise en scène Georges Douking, Théâtre de la Madeleine
- 1955 : Andréa ou la fiancée du matin d'Hugo Claus, mise en scène Sacha Pitoëff, Théâtre de l'Œuvre
- 1955 : Les Trois Sœurs d'Anton Tchekhov, mise en scène Sacha Pitoëff, Théâtre de l'Œuvre
- 1956 : Les Bas-fonds de Maxime Gorki, mise en scène Sacha Pitoëff, Théâtre de l'Œuvre
- 1959 : Oncle Vania d'Anton Tchekhov, mise en scène Sacha Pitoëff, Studio des Champs-Elysées
- 1960 : Les Trois Sœurs d'Anton Tchekhov, mise en scène Sacha Pitoëff, Théâtre de l'Alliance française
- 1961 : La Mouette d'Anton Tchekhov, mise en scène Sacha Pitoëff, Théâtre Moderne
- 1962 : Ivanov d'Anton Tchekhov, mise en scène Sacha Pitoëff, Théâtre Moderne
- 1963 : Le Système Fabrizzi d'Albert Husson, mise en scène Sacha Pitoëff, Théâtre Moderne
- 1964 : Oncle Vania d'Anton Tchekhov, mise en scène Sacha Pitoëff, Théâtre Moderne
- 1965 : La Cerisaie d'Anton Tchekhov, mise en scène Sacha Pitoëff, Théâtre Moderne
- 1967 : La Mouette d'Anton Tchekhov, mise en scène Sacha Pitoëff, Théâtre Moderne
- 1967 : Henri IV de Luigi Pirandello, mise en scène Sacha Pitoëff, Théâtre Moderne
- 1968 : Henri IV de Luigi Pirandello, mise en scène Sacha Pitoëff, Théâtre Moderne
- 1968 : Le Cygne noir de Martin Walser, mise en scène Sacha Pitoëff, Théâtre Moderne
- 1969 : Oncle Vania d'Anton Tchekhov, mise en scène Sacha Pitoëff, Théâtre Moderne
- 1969 : Le Gardien d'Harold Pinter, mise en scène Jean-Laurent Cochet, Théâtre Moderne
- 1970 : Henri IV de Luigi Pirandello, mise en scène Sacha Pitoëff
- 1971 : Le Gardien de Harold Pinter, mise en scène Jean-Laurent Cochet, Théâtre des Célestins, tournées Herbert-Karsenty
- 1972 : L'Impromptu de Paris de Jean Giraudoux, mise en scène Edmond Tamiz, Festival de Bellac
- 1973 : Le Borgne d'Eduardo Manet, mise en scène Michel Fagadau, Théâtre de l'Athénée-Louis-Jouvet
- 1976 : La Tour d'Hugo von Hofmannsthal, mise en scène Antoine Bourseiller, Théâtre Récamier

### Metteur en scène
- 1953 : Trois pièces en un acte, Théâtre des Noctambules :
  - L'Épouse injustement soupçonnée de Jean Cocteau
  - Le Gardien des oiseaux de François Aman-Jean
  - Dolorès au balcon d’Edmond Jacquet
- 1955 : Andréa ou la fiancée du matin d'Hugo Claus, Théâtre de l'Œuvre
- 1955 : Les Trois Sœurs d'Anton Tchekhov, Théâtre de l'Œuvre
- 1956 : Les Bas-fonds de Maxime Gorki, Théâtre de l'Œuvre
- 1956 : Les Lépreux de Anna Langfus, Théatre de l'Alliance Française
- 1957 : Ce soir on improvise de Luigi Pirandello, Théâtre de l'Alliance française, Théâtre de l'Athénée
- 1959 : Oncle Vania d'Anton Tchekhov, Studio des Champs-Elysées
- 1960 : Les Trois Sœurs d'Anton Tchekhov, Théâtre de l'Alliance française
- 1961 : La Mouette d'Anton Tchekhov, Théâtre Moderne
- 1962 : Ivanov d'Anton Tchekhov, Théâtre Moderne
- 1963 : Le Système Fabrizzi d'Albert Husson, Théâtre Moderne
- 1964 : La Dame de la mer d'Henrik Ibsen, Théâtre de l'Œuvre
- 1964 : Oncle Vania d'Anton Tchekhov, Théâtre Moderne
- 1965 : Comme un oiseau de Ronald Millar & Nigel Balchin, Théâtre Antoine
- 1965 : La Cerisaie d'Anton Tchekhov, Théâtre Moderne
- 1966 : Comment allez-vous ? de Roger Milner, Théâtre Moderne
- 1967 : La Mouette d'Anton Tchekhov, Théâtre Moderne
- 1967 : Henri IV de Luigi Pirandello, Théâtre Moderne
- 1968 : Oncle Vania d'Anton Tchekhov, Théâtre Moderne
- 1968 : Le Cygne noir de Martin Walser, Théâtre Moderne
- 1969 : Oncle Vania d'Anton Tchekhov, Théâtre Moderne
- 1970 : Les Trois Sœurs d'Anton Tchekhov, Théâtre des Célestins